# Witold Czerkawski
Witold Czerkawski (ur. 7 kwietnia 1921 w Nadwórnej, zm. 25 lutego 2007 w Prudniku) – polski fotograf, fotoreporter i dokumentalista. Współzałożyciel Polskiego Towarzystwa Fotograficznego, działacz PTTK.

## Życiorys

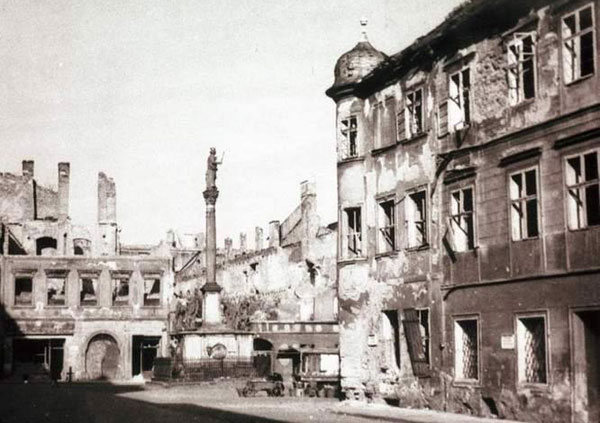
Jedno z powojennych zdjęć Prudnika autorstwa Czerkawskiego, przedstawiające Rynek z kolumną maryjną

Urodził się 7 kwietnia 1921 w Nadwórnej w województwie stanisławowskim (obecnie na Ukrainie). Jego ojciec Kazimierz był urzędnikiem miejskim i muzykiem, natomiast matka Zofia była działaczką Ligi Kobiet. Witold swoje pierwsze zdjęcie wykonał w wieku 9 lat. Wstąpił do Związku Harcerstwa Polskiego na początku lat 30., uczestniczył w zlocie ZHP w Spale w lipcu 1935. Jego pierwszym nauczycielem fotografii w Nadwórnej był Leon Rąpała. W 1936 udał się na szkolną wycieczkę po Polsce przez Lwów, Kraków, Katowice, Częstochowę, Poznań, Gdynię i Warszawę, którą udokumentował robiąc fotografie. Znalazły się one później na wystawie w jego szkole. Następnie uczęszczał do liceum ekonomiczno-handlowego w Stanisławowie. Miał kontynuować naukę w Wyższej Szkole Handlu Morskiego w Gdyni, jednak w związku z wybuchem II wojny światowej jego plany pozostały niezrealizowane. W okresie okupacji sowieckiej Czerkawski zajmował się fotografią, by pomóc ojcu w utrzymaniu rodziny.
Po zakończeniu II wojny światowej rodzina Czerkawskich przeprowadziła się z zajętej przez ZSRR Nadwórnej na Ziemie Odzyskane, zamieszkując w Kędzierzynie, gdzie Witold otworzył swój własny zakład fotograficzny. Następnie przeniósł się do Prudnika, gdzie w czerwcu 1946 przy ul. Piastowskiej 1 założył pierwszy zakład fotograficzny w mieście. Wykonał pierwsze powojenne zdjęcia Prudnika, dokumentując zniszczenia miasta dokonane w trakcie II wojny światowej oraz po jej zakończeniu. Rok później, po pomyślnie zdanym egzaminie rzemieślniczym, przeniósł się na ul. Ratuszową. Oprócz Czerkawskiego, w Prudniku zamieszkało jeszcze dwóch fotografów z Nadwórnej: Leon Rąpała, i Fryderyk Steć.
Był jednym z założycieli Polskiego Towarzystwa Fotograficznego, a w 1960 został wiceprezesem Oddziału PTTK „Sudetów Wschodnich” w Prudniku. Brał udział w wystawach fotograficznych w Opolu i w Prudniku. Otrzymał uprawnienia mistrza w Izbie Rzemieślniczej w Opolu. Jako jeden z pierwszych w Prudniku wprowadził fotografię barwną. W 1982 przeniósł swój zakład na ul. Sobieskiego, a 10 lat później na plac Wolności. Jego fotografie publikowane były w prasie, m.in. w „Głosie Włókniarza”, „Tygodniku Prudnickim” i „Gościu Niedzielnym”. Zajmował się również szkoleniem młodych adeptów fotografii, w tym m.in. Anny Myszyńskiej.
W 2001 wystąpił w fabularyzowanym filmie dokumentalnym Dziwna przyjaźń Żyda i Niemca w trudnych czasach w reżyserii Andrzeja Barszczyńskiego, opowiadającym o prudnickiej rodzinie przedwojennych żydowskich fabrykantów – Fränklach i Pinkusach. Brał również udział w powstaniu filmu Skrawek nieba o prymasie Stefanie Wyszyńskim i jego uwięzieniu w sanktuarium św. Józefa w Prudniku.

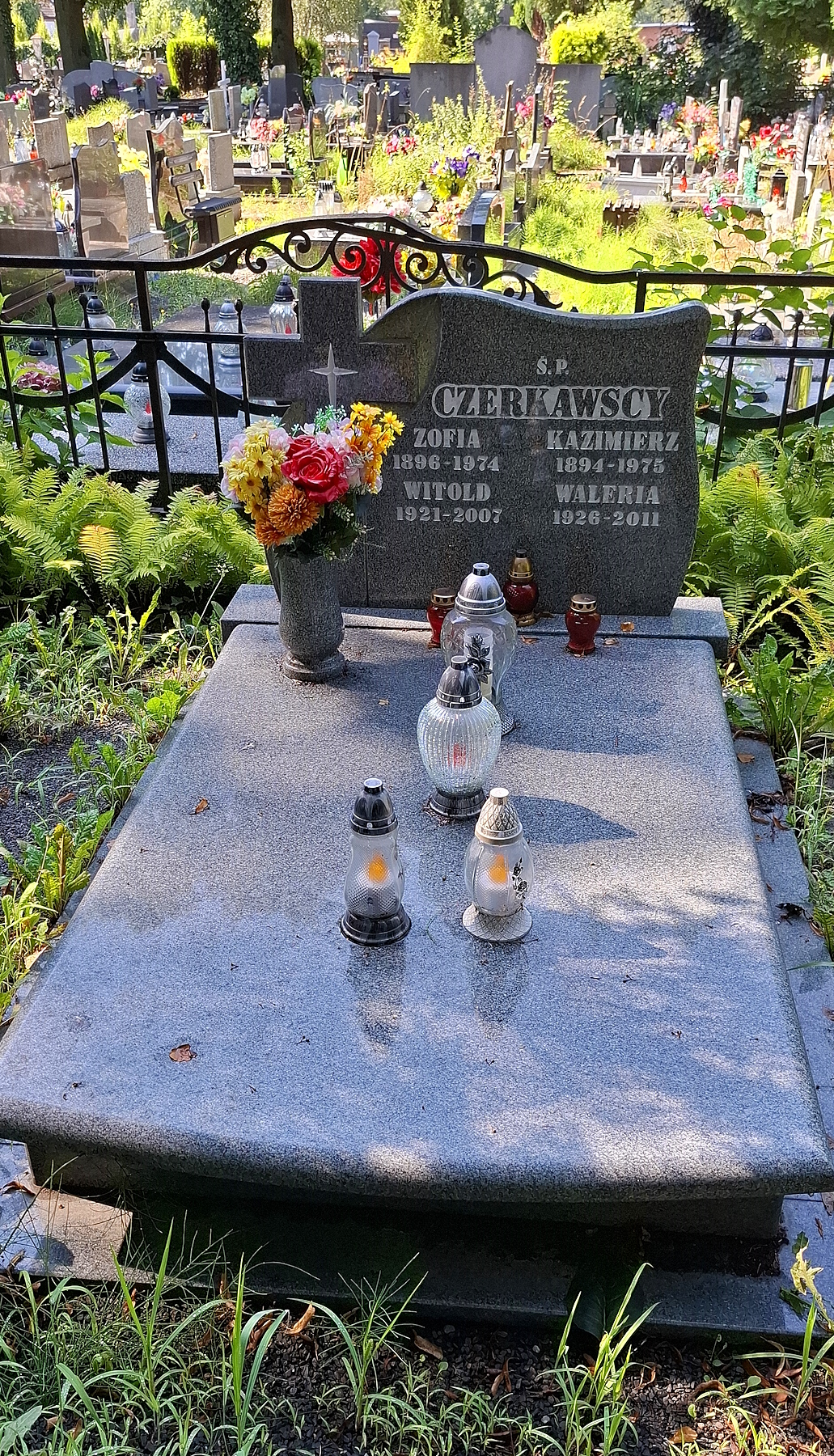
Grób Witolda Czerkawskiego w Prudniku

Pomimo choroby pozostał aktywny zawodowo do końca życia. Zmarł 25 lutego 2007. Jego pogrzeb odbył się 28 lutego tego samego roku na cmentarzu komunalnym w Prudniku.

## Życie prywatne
3 kwietnia 1948 w kościele św. Michała Archanioła w Prudniku poślubił Walerię Mandynę. W październiku 1950 urodziła się ich pierwsza córka – Ewa, a w 1953 – Maria. Małżeństwo otrzymało Medal za Długoletnie Pożycie Małżeńskie. Pod koniec życia wraz z żoną często wybierał się na wędrówki z Prudnika do Pokrzywnej. Był chrześcijaninem.

## Odznaczenia
- Srebrny Krzyż Zasługi (1977)[12]
- Krzyż Kawalerski Orderu Odrodzenia Polski (1988)[12]
- Medal za Długoletnie Pożycie Małżeńskie (1998)[12]
- tytuł „Zasłużony dla Miasta i Gminy Prudnik”[12]